# Kukačka vavřínová
Kukačka vavřínová (Cacomantis sonneratii) je druh malé kukačky, jejímž domovským areálem je Indický subkontinent a jižní Asie.

## Systematika a rozšíření
Druh formálně popsal již v roce 1790 britský přírodovědec John Latham pod názvem Cuculus Sonneratii. Typový exemplář pocházel ze severovýchodní Indie. Moderní taxonomie druh zná pod vědeckým jménem Cacomantis sonneratii a rozřazuje jej do několika poddruhů s tímto rozšířením:
- C. s. sonneratii (Latham, 1790) − Indie a Nepál a na jih do Indočíny a na Malajský poloostrov;
- C. s. waiti (Baker, ECS, 1919) − Šrí Lanka;
- C. s. fasciolatus (Müller, S, 1843) − Sumatra, Borneo a Palawan (jihozápadní Filipíny);
- C. s. musicus (Ljungh, 1803) − Jáva a Bali.

Druhové jméno sonneratii odkazuje k francouzskému přírodovědci a cestovali Pierru Sonneratovi.

## Stanoviště
Jedná se o lesní druh kukačky. Vedle původních pralesů obývá i sekundární porosty, lesní okraje a křoviny. Vyskytuje se i v zahradách, na kakaových plantážích nebo jiných kultivovaných polích. Obývá hlavně nižší polohy typicky do 900 m n. m., v některých oblastech však může vystoupit až do 2400 m n. m.

## Popis
Délka těla dosahuje 22−24 cm. Duhovky jsou hnědé až žluté nebo červené. Zobák je převážně černý, spodní čelist je zelenošedá s tmavým koncem. Nohy jsou šedé. Samec i samice vypadají stejně. Svrchní část těla je hnědo-červeně a černě pruhovaná. Široké obočí je bílé, od oka směrem dozadu se táhne tmavší proužek. Tváře a hrdlo a celá spodina jsou bílé s jemným hnědým pruhováním.

## Biologie
Pohybuje se hlavně po holých větvích u vrcholků stromů, odkud se často hlasově projevuje v pozici, ve které má pokleslý ocas, vztyčené opeření na kostřeci a pokleslá křídla. Vyskytuje se převážně samostatně. Živí se hmyzem, který může někdy chytat i za letu. Do jídelníčku kukačky vavřínové patří housenky, nymfy, rovnokřídlí, cvrčci a termiti. Hlasový projev zahrnuje pronikavé hvízdavé pi-pi-peu-peu.

### Hnízdění
Jedná se o parazitický druh kukačky (ne všechny kukačky jsou parazitické), nicméně o hnízdních zvyklostech druhu je dostupno jen minimum informací, mj. z důvodu podobnosti vejce kukačky s hostitelskými vejci. V Indii patří k nejčastějším hostitelům jora černokřídlá (Aegithina tiphia), parazituje však i na řadě jiných druhů. Doba hnízdění závisí na lokalitě, v Indii to je od února do srpna. Ptáčata kukačky vystrkují z hnízda mláďata hostitelského druhu.

## Ohrožení a početnost
Mezinárodní svaz ochrany přírody (IUCN) považuje kukačku vavřínovou za málo dotčený druh se stabilní populací. Populace sice nebyla kvantifikována, avšak druh bývá v místech svého výskytu popisován jako běžný.